# Kalhu
Kalhu (Kalchoe, Kalcha of Kalach) of Nimrud (Nimroed) was de tweede hoofdstad van het Assyrische Rijk vanaf ca 850 v.Chr.. De stad wordt in Genesis 10:11-12 genoemd als Kalach en lag bij het huidige Nimrud, zo'n 40 km van Mosoel in Irak. In de jaren 1845-51 deed de Britse archeoloog Austen Henry Layard er opgravingen in de overtuiging dat hij de stad Ninive gevonden zou hebben. Ninive ligt echter wat verder noordelijk onder de heuvel van Kuyunjik. De opgravingen werden daarna voortgezet door Hormuzd Rassam.
Kalhu was strategisch gelegen waar de Grote Zab in de Tigris uitmondt. Salmanasser I had er al in de 13e eeuw v.Chr. een stad gesticht maar deze was in verval geraakt. Assurnasirpal II (Aššur-nâsir-apli) 883 v.Chr.-859 v.Chr. bouwde er een nieuwe hoofdstad. De constructie werd pas voltooid onder zijn zoon Salmanasser III en het heugelijke feit gevierd met zo'n 70.000 gasten. De stad kreeg een rechthoekige ommuring van 8 km omtrek met indrukwekkende torens. Een natuurlijke verhoging erbinnen werd verder opgehoogd om als de basis van een ziqqurat te dienen die de acropolis van de nieuwe stad vormde. De stad was gewijd aan de oorlogsgod Ninurta.
Layard vond er een aantal reliëfs met inscripties en een aantal kolossale gevleugelde stieren met mensenhoofden. Deze maakten zowel op zijn lokale werklieden als op het victoriaanse Engeland van zijn dagen bijzonder grote indruk. Men begon te beseffen dat Irak zeker zo'n interessant land voor opgravingen was als Egypte.
Hoewel ook Kalhu de branden die een einde maakten aan alle Assyrische steden in 612 v.Chr. niet ontliep, was het paleis van Ashurnasirpal II het best bewaard van alle Assyrische paleizen. Het paleis had zelfs een vorm van airconditioning in de vorm van brede luchtkanalen die door de dikke muren liepen. Er zijn ook een aantal voorwerpen van grote schoonheid bewaard gebleven, bijvoorbeeld panelen van ivoor met goudinleg die als versiering van het meubilair bedoeld waren.
In maart 2015 werden de archeologische resten van Kalhu door strijders van IS met bulldozers en explosieven vernield, omdat zij vonden dat het om afgoderij ging. In april zetten zij een filmpje op internet waarop te zien is dat de oude stad geheel wordt vernietigd. In de verslaggeving hierover door de media wordt veelal de huidige naam van de stad, Nimrud, gebruikt. Irina Bokova, Directeur-Generaal van UNESCO, heeft de vernietiging van de archeologische site in de sterkst mogelijke bewoordingen veroordeeld.
In november 2016 werd IS door het Iraakse leger weer uit Nimrud verdreven. Het bleek echter dat er van de oude ruïnestad na de verwoestingen door IS vrijwel niets meer over was.